# Solán de Cabras
Solán de Cabras es un antiguo balneario español situado en la Serranía de Cuenca, famoso por sus aguas minero-medicinales.

## Situación
El lugar se encuentra en el municipio español de Beteta, en la provincia de Cuenca, a 3 km de Puente de Vadillos y a más de 10 km de Beteta. El Sitio del Solán de Cabras, que está a más de 900 msnm, ocupa el fondo de un inmenso anfiteatro pinariego, parte del cañón que ha creado el río Cuervo. La vegetación es de frondosas en las riberas del río y de coníferas (pinos) en las laderas. Paisaje de valle, flanqueado de altos riscos que sobrevuelan aves como el buitre leonado.

## Historia del Real Sitio de Solán de Cabras
El manantial, en el Valle de Solán, es conocido desde tiempo de los romanos. Existen testimonios escritos que recuerdan la curación de la artritis de Julio Graco, en el año 182 a. C. Según la tradición, las propiedades curativas de estas aguas las descubrió un pastor que observó como las cabras enfermas sanaban después de bañarse en ellas, curaban de sarna cuando ponían su piel enferma en contacto con la corriente. Serían los pastores prerromanos los que la utilizaron con éxito para curar sus reses, lo que dio lugar al apelativo primero de "sólo para cabras", del que procede, sin duda, su nombre actual.
Saltando al siglo XVIII, en 1746, Pedro Gómez de Bedoya (1699-1776) aporta datos que indican que este lugar se había convertido en centro de peregrinación para la sanación de multitud de enfermedades. Bedoya, médico y escritor, es el primero que publica en España una relación, ordenada alfabéticamente, de los términos municipales en que se encontraban las aguas medicinales, minerales y termales conocidas en aquella época.
Entre los enfermos de aquel entonces, se encontraba el que más tarde sería ministro de la Real Hacienda, Pedro López de Lerena y de Cuenca (1734-1792), conde de Lerena, quien había tenido oportunidad de evaluar la calidad y eficacia de estas aguas. López de Lerena contribuyó a que, en 1755, el rey Carlos III ordenara construir los baños y la casa hospedería que, todavía hoy, son parte de las instalaciones del Balneario de Solán. No mucho tiempo después, el agua de Solán de Cabras sería declarada de utilidad pública por el rey Carlos IV, en Real Decreto de 10 de abril de 1790, y el Balneario declarado Real Sitio. 
El autor y crítico literario, Juan Pablo Forner (1756-1797), fue el primero que divulgó sus beneficios terapéuticos, en el año 1787. Las descripciones de sus efectos sobre el organismo están recogidas en su libro "Noticias de las Aguas del Manantial de Solán de Cabras en la Serranía de Cuenca". Habla de que antes de 1777, año en el que acabaron definitivamente las obras del balneario, ya acudían los agüistas a bañarse al abrigo de las peñas, en las que, con las incomodidades que cabe imaginar, colocaban sus colchones para el reposo. Estos enfermos eran los más fervientes propagandistas de los efectos salutíferos de estas aguas, a las que acudían como peregrinos del manantial del Valle de Solán. Forner escribe que "apenas se hallará fuente de quien se cuenten tantos y tan justificados prodigios médicos; comprobados con tan segura autenticidad, que es imposible negarles el asenso" ..."cuando los Médicos dan por incurables a los enfermos, y los abandonan a lo que quiera hacer de ellos la suerte, las aguas de Solán de Cabras eran el asilo último, y producían efectos, que ni aun los facultativos se atrevían a esperar"... [los médicos] " las hallaron oportunísimas para las atonías, perlesias, obstrucciones, cancros, escróbulas, hernias carnosas y varicosas, ceáticas, supresiones de orina, menstruas y hermorroydales, piedras y arenas en los riñones, fluxiones de los ojos, alferecias, convulsiones, vahidos y todo accidente de cabeza".
Ya en el siglo XIX, el arquitecto Antonio López Aguado (1764-1831), intervino en las instalaciones de los llamados Baños de la Reina (1817). Hacia 1826, llegaron noticias al palacio real de la bondad de las aguas del balneario, cuasi milagrosas para la fertilidad femenina. Entre otras personas, se benefició la nuera del conde de Torre Múzquiz (Luis Antonio de Múzquiz y Aldunate), destacado cortesano, que dio testimonio de ello para mayor prestigio de las aguas. En la corte de Fernando VII, se creía que la falta de generación real se debía a la esterilidad de la reina, cuando la realidad era otra. Así que se tomó la decisión de llevar a la reina a ese manantial. El rey Fernando VII (1784-1833) y su tercera esposa, María Josefa Amalia de Sajonia (1803-1829), viajaron en el verano de 1826 (6 de julio a 12 de agosto) a Solán de Cabras para remediar la esterilidad de la Reina y de paso solucionar el problema de la sucesión dinástica. El viaje entre Guadalajara y Beteta, 145 km, era muy dificultoso en 1826; discurría por caminos de tierra poco utilizados, llenos de piedras y polvo, con un traqueteo incesante, bajo el sol veraniego y bastante calor. Se cuenta la anécdota, que algunos aplican al trayecto de los Baños de Sacedón, que en cierto momento del viaje el rey soltó: -Me parece que de este viaje vamos a salir todos preñados. ¡Todos… menos la reina!. De los paseos que daba María Amalia y el rey por las sendas de aquellos riscos quedan los llamados Mirador de la Reina y Mirador del Rey. La reina no se embarazó, suceso que no puede achacarse a las aguas de Solán de Cabras ... (murió muy joven, 26 años, de fiebres). Por encargo del rey, el pintor de la corte, Fernando Brambila (1763-1864), dejó para la posteridad paisajes de los reales sitios, Solán entre ellos. 
En la cultura popular se alude a las aguas de Solán, en el capítulo XXXVI de la novela corta El sombrero de tres picos (1874), de Pedro Antonio de Alarcón (1833-1891). Frasquita, la protagonista, habla de "tomar los baños en Solán de Cabras".

## Solán de Cabras, historia reciente
Baldomero Sanz y Sanz (1887-1975) fundó la empresa en los años 1920, adquiriendo el balneario de dicho nombre. Junto con sus hijos, María de los Ángeles Sanz, Cuca, y su marido Antonio del Pozo Herráiz, Asunción Sanz Pérez y su marido Ramón Salmerón, y su hijo Enrique Sanz Pérez y su mujer Mercedes Gallego, comienzan el desarrollo de la venta de agua embotellada en España, así como del balneario, en una etapa muy difícil como consecuencia de la guerra civil española. 
Posteriormente, con la decisiva ayuda de sus nietos, que tomaron el relevo, formaron una saga que llegó a ocupar el puesto 92 en el ranking mundial de compañías familiares aún en manos de sus fundadores. Desde 1976 el sitio fue propiedad a partes iguales de la familia del Pozo Sanz, de la familia Salmerón Sanz y de la familia Sanz Gallego, con un tercio cada uno de participación. La empresa se constituye como Sociedad Anónima el 29 de julio de 1976: Balneario y Aguas de Solán de Cabras, S.A., en la que Antonio del Pozo fue Consejero, Secretario y Presidente del Consejo de Administración, e intervino en la difusión de la marca, en la ampliación de la planta embotelladora y en el aumento de la producción, haciendo de Solán de Cabras la marca de referencia en el sector de las Aguas Minerales de España. 
En el 2000 el grupo empresarial catalán Damm, de acuerdo con dos de las partes propietarias, los Sanz Gallego y los García Cabanes, quiere hacerse con la empresa. La familia Del Pozo se opone y gana judicialmente, lo que provoca la salida de Damm del accionariado. Sin embargo, los del Pozo si llegan a un acuerdo con el Grupo Osborne (2001), nuevo dueño de Solán y accionista mayoritario desde 2002.
En los más de ocho años de su gestión, Osborne incrementó la facturación de Solán de Cabras en un 70%, reforzó su imagen de calidad (marca premium) y desarrolló innovaciones reconocidas internacionalmente como su icónica botella azul. Carlos Del Pozo, miembro de la familia y director de marketing, idea la botella de vidrio azul, color que ya había instilado en la colección de botellas a partir de una inspiración del cuello de una botella de vodka y los colores de la bolsa de maquinillas duplo y el famoso Chewron blanco que utilizaba de cuando fue director de marketing en Wilkinson Soword sae y de un envase de cristal a partir de una vieja botella de finales del siglo XIX, con forma de frasca, levemente irregular aunque de color verde, que había sido utilizada en farmacias. Se estilizó la forma y el tapón, y se le dio el exclusivo color azul de Solán de Cabras, su estrategia de poner en valor la escasez consiguió que los consumidores llegaran a apropiarse de más de 3 millones de botellas vacías para su exhibición personal, consiguiéndose una de las estrategias más exitosas en el lanzamiento y comercialización de una marca de agua mineral.
La división de aguas y zumos de Osborne es adquirida en 2011 por el grupo Mahou-San Miguel que, por tanto, se hace con la empresa Solán de Cabras.

## El agua de la fuente
Entre el primer análisis que se conoce de tiempos de Carlos III, en 1786 y los más recientes, el agua no ha presentado alteración alguna. El agua mineral, que surge a razón de 5.410 litros por minuto en el fondo de una arqueta dieciochesca de sillería, es bicarbonatada, cálcico-magnésica, de mineralización débil y oligometálica. Emerge a 20º de temperatura constante. Está indicada para combatir el reumatismo y las alteraciones del aparato digestivo, especialmente los cálculos renales. También es adecuada para dietas pobres en sodio y para la preparación de alimentos infantiles. Se han realizado estudios con la técnica del Carbono 14 para determinar el tiempo de permanencia del agua en el acuífero que se supone muy largo. Su composición química por litro es la siguiente: (datos obtenidos de la propia empresa)
| Tipo         | Cantidad  |
| ------------ | --------- |
| Residuo seco | 278 mg/l  |
| Bicarbonatos | 284 mg/l  |
| Cloruros     | 8,3 mg/l  |
| Sulfatos     | 21,8 mg/l |
| Floruros     | <0,2 mg/l |
| Calcio       | 60 mg/l   |
| Magnesio     | 26,7 mg/l |
| Sodio        | 4,8 mg/l  |
| Potasio      | 1 mg/l    |
| Sílice       | 7,5 mg/l  |
| Nitratos     | 2,3 mg/l  |

## Galería de imágenes

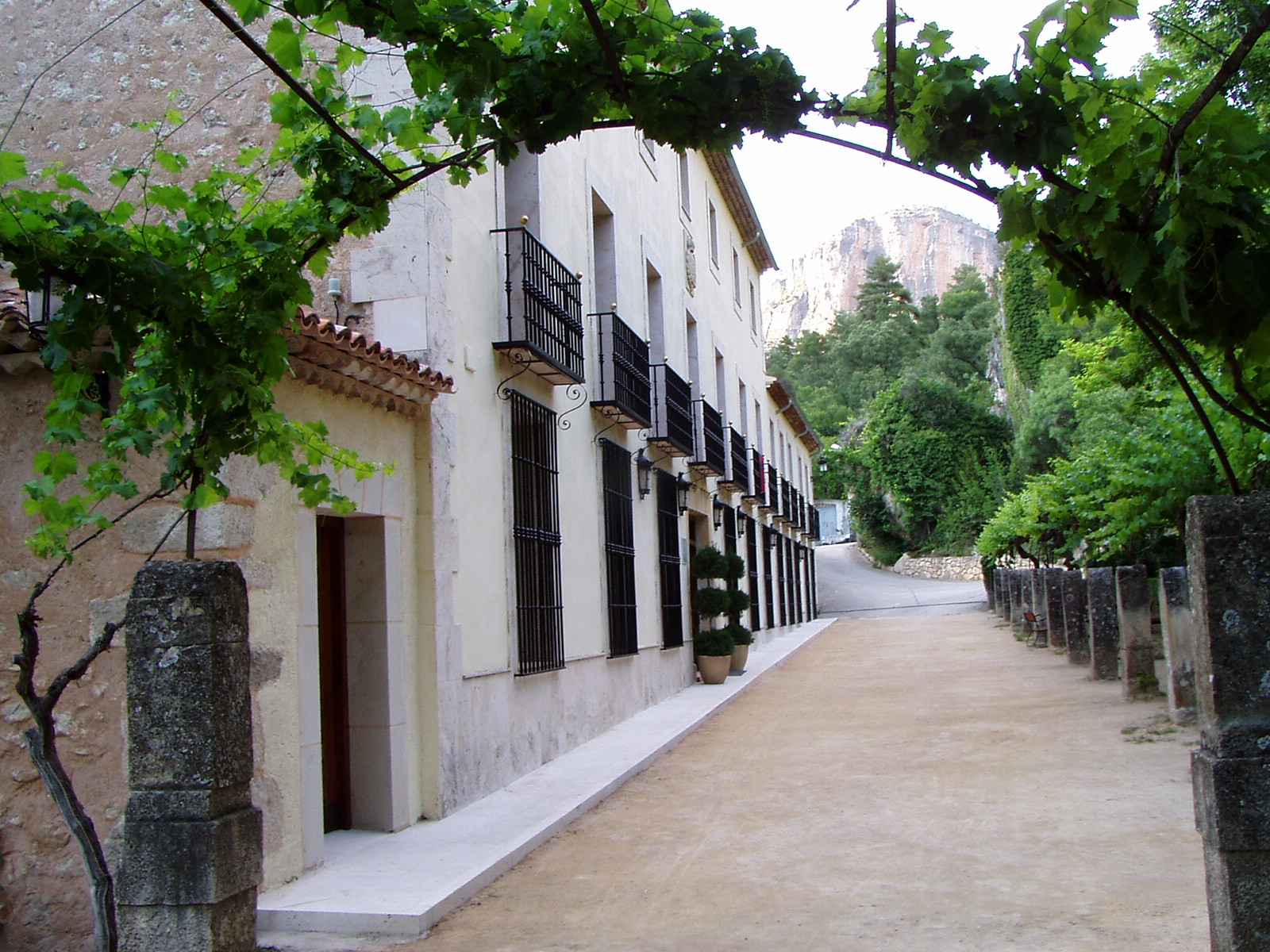
Balneario Antiguo
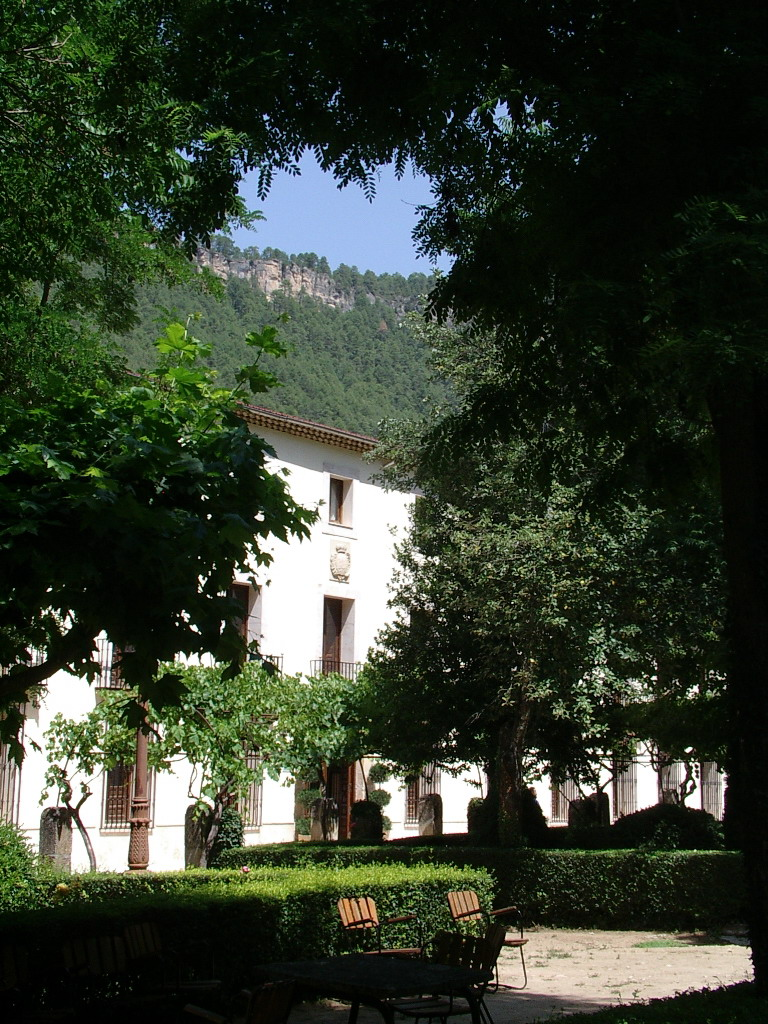
Jardines
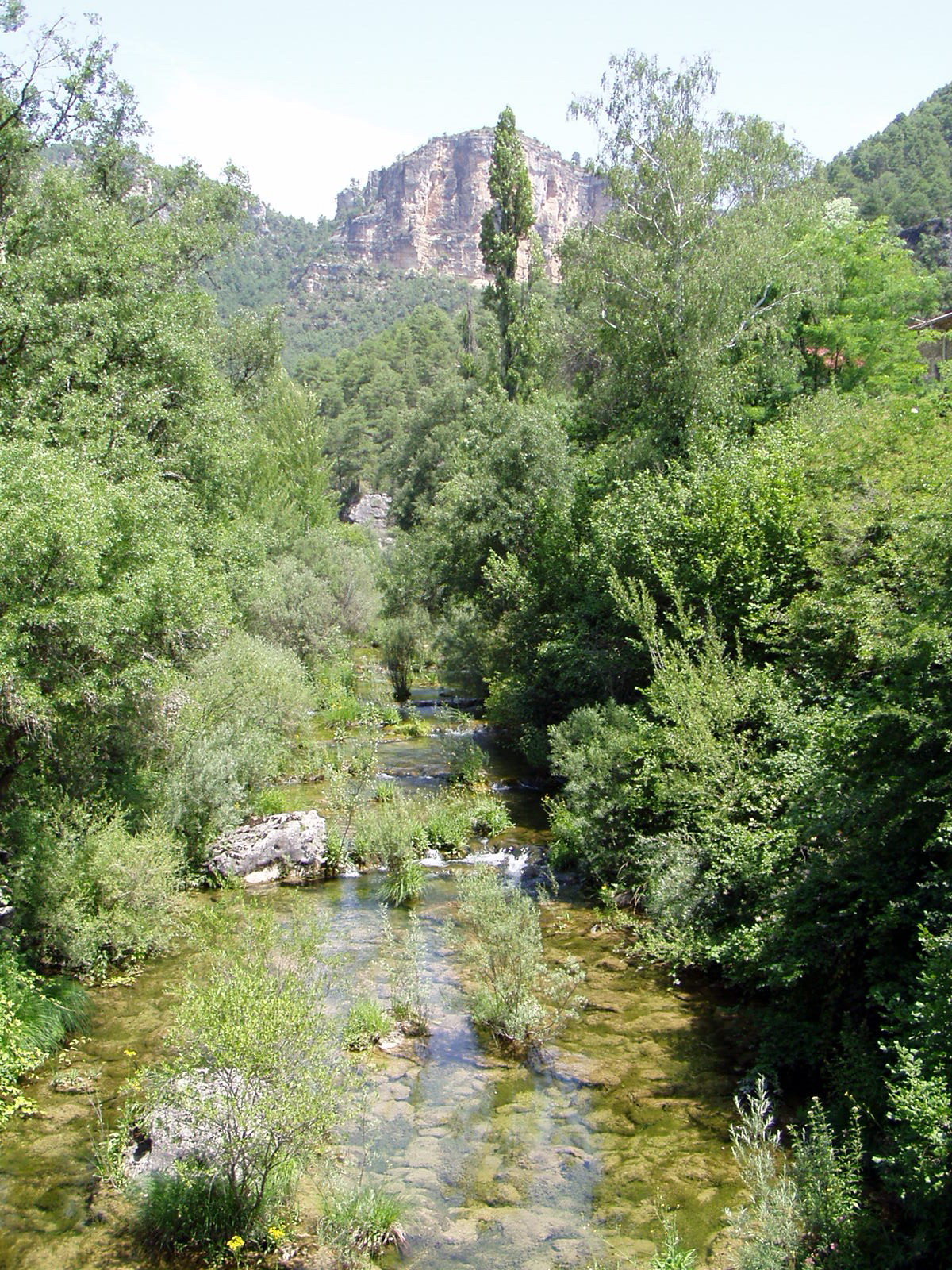
Río Cuervo
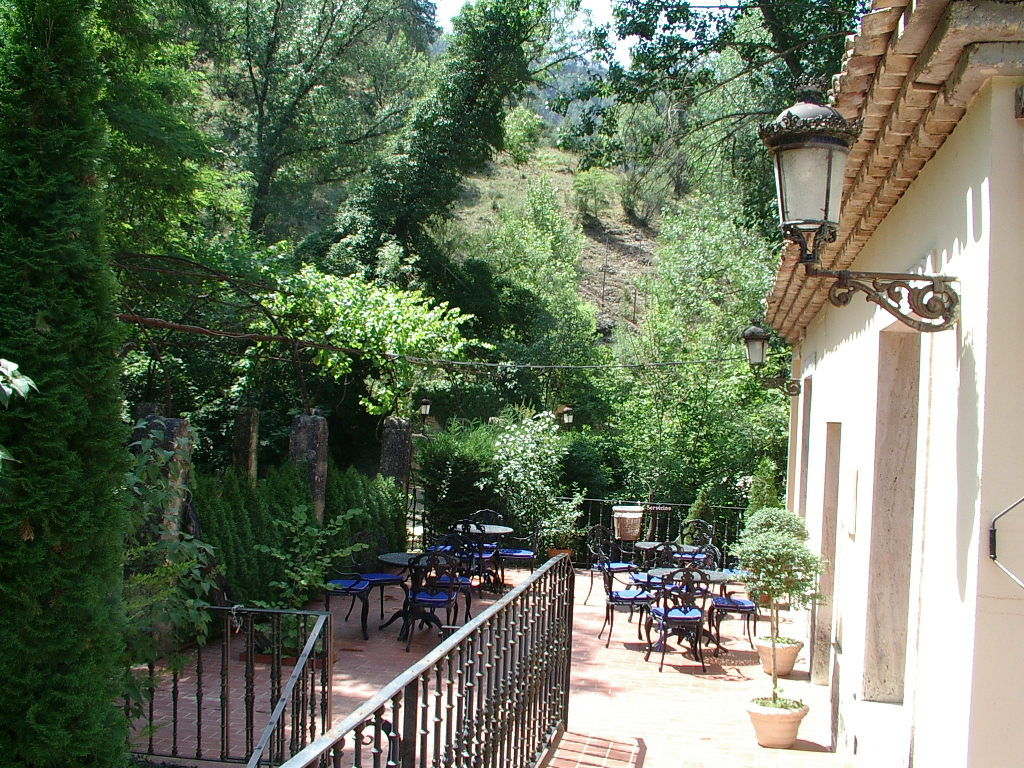
Terraza
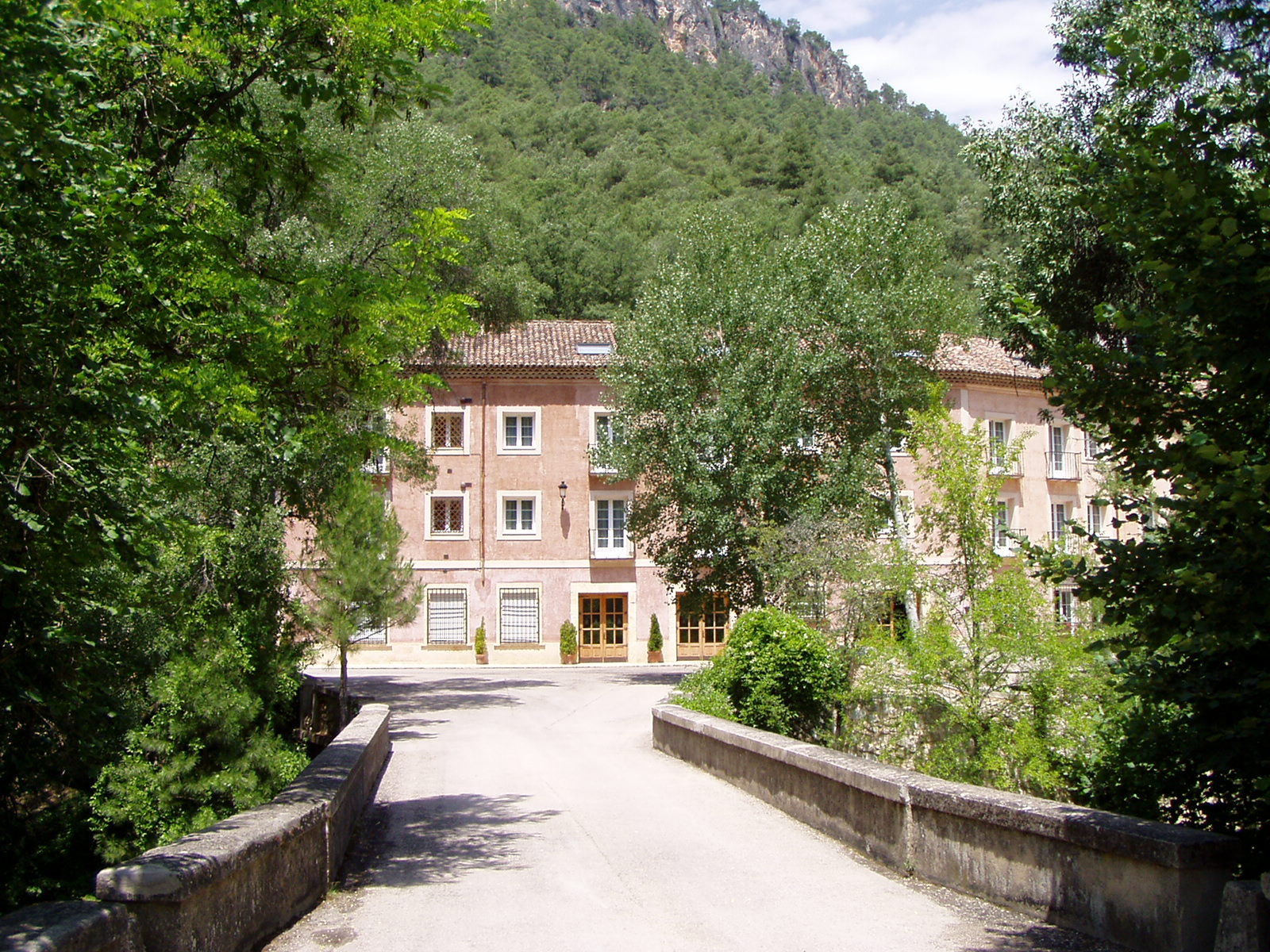
Puente y apartamentos
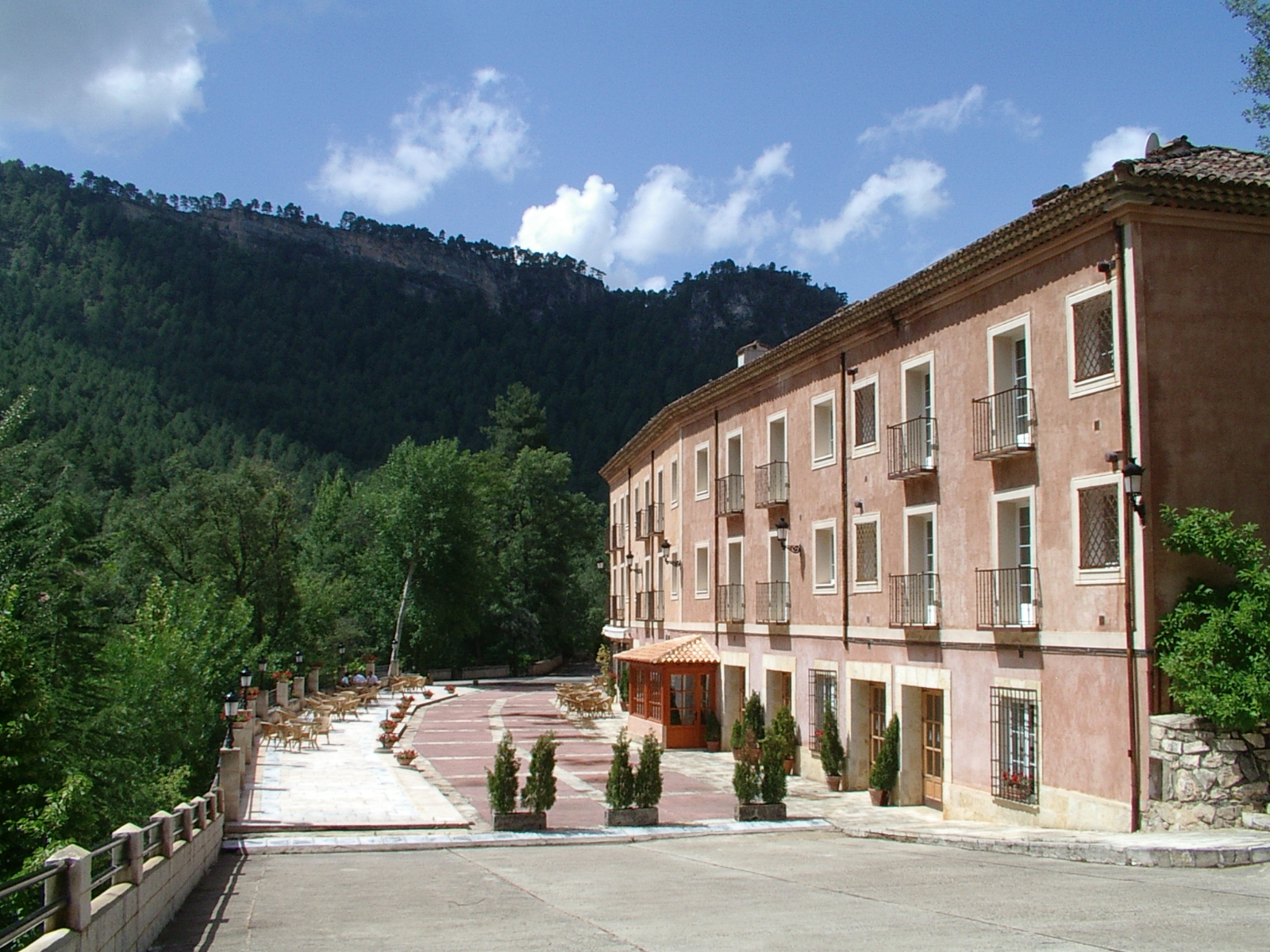
Apartamentos
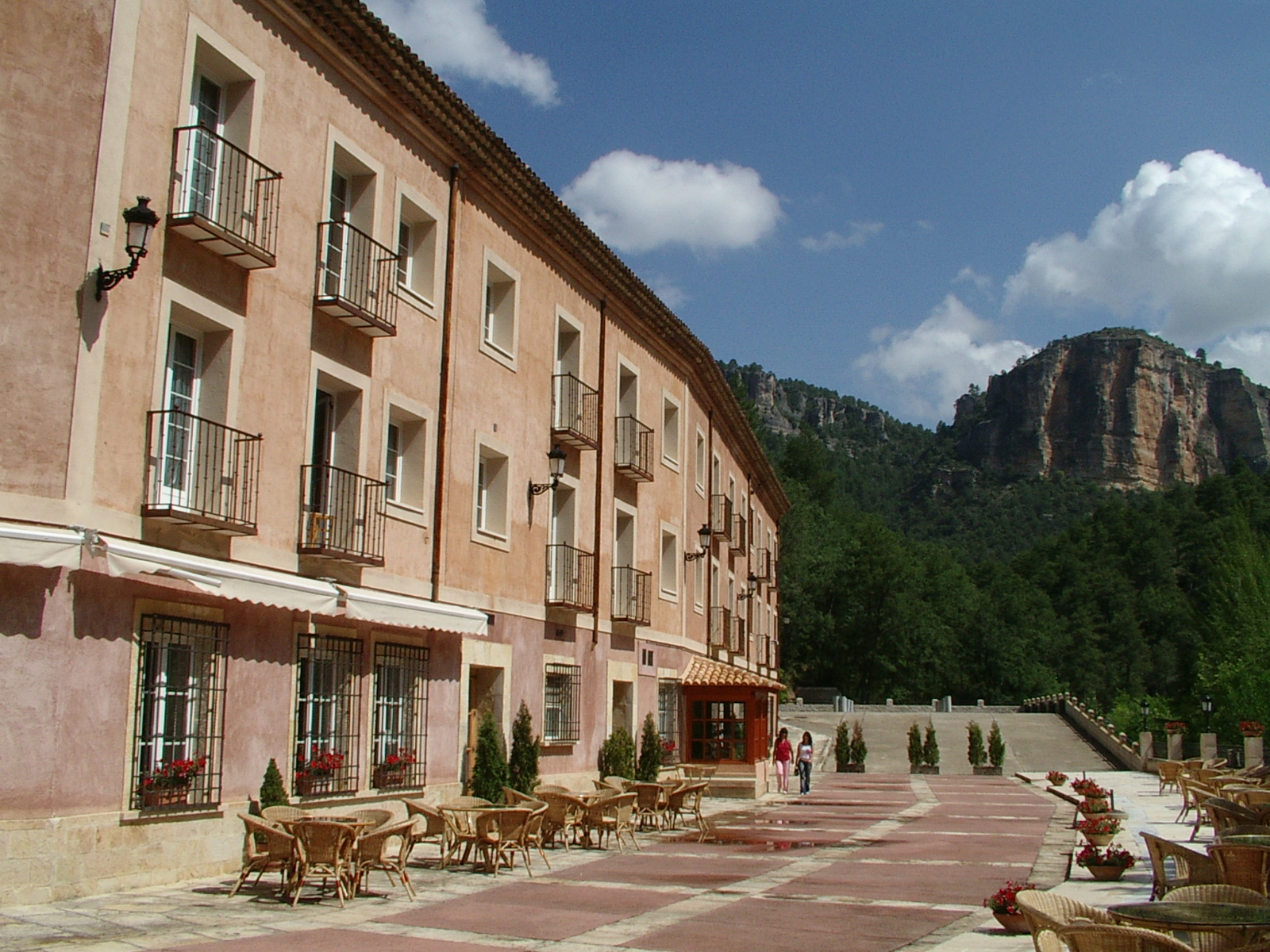
Apartamentos
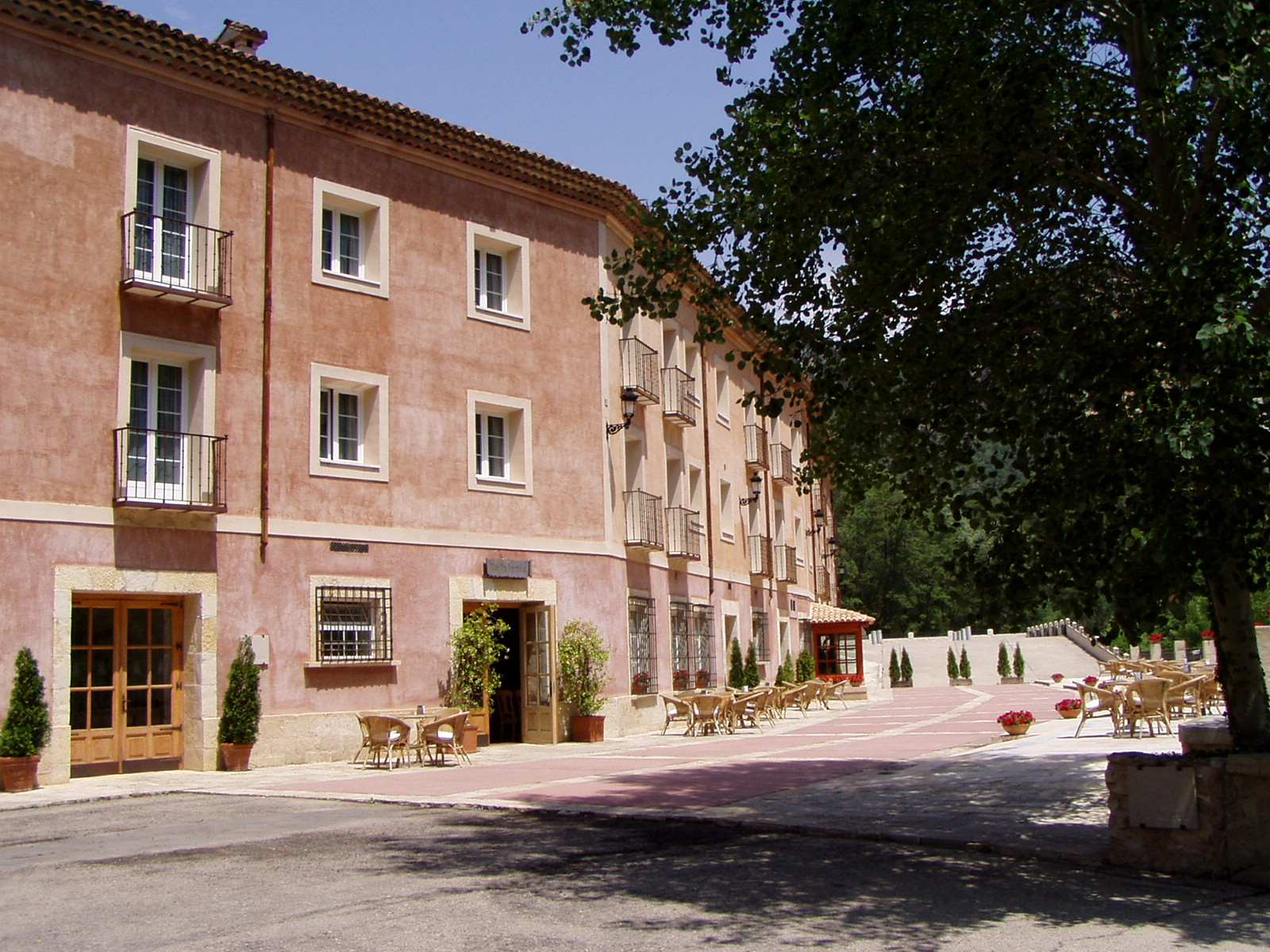
Apartamentos